# عندما تشيخ الذئاب
عندما تشيخ الذئاب رواية للكاتب الأردني الفلسطيني جمال ناجي. صدرت الرواية لأوّل مرة عام 2008 عن منشورات وزارة الثقافة في الأردن. ودخلت في القائمة النهائية «القصيرة» للجائزة العالمية للرواية العربية لعام 2010، المعروفة باسم «جائزة بوكر العربية».

## حول الرواية
يختار الروائي الفلسطيني الأردني «جمال ناجي» تقنية تعدد الوجوه والأصوات، فينسحب الراوي العليم ليفسح المجال أمام شخصيات متعاقبة، تروي أحداثًا ومشاهد تتكرر وتختلف وتتنامى من شخصية إلى أخرى. رواية تصور الهشاشة البشرية والتعالق المعقد بين الجنس والدين والسياسة، وتقدم لوحة حيَّة عن عوالم الوعاظ والجمعيات الخيرية والساسة، وأسرار الارتقاء الاجتماعي من الحارات الفقيرة إلى مراكز السلطة والثراء في عمان.